# Entorrhiza guttiformis
Entorrhiza guttiformis är en svampart som beskrevs av M. Piepenbr. & S.R. Wang 2002. Entorrhiza guttiformis ingår i släktet Entorrhiza och familjen Entorrhizaceae.   Inga underarter finns listade i Catalogue of Life.